# Kugelhornmoosflächen im Vogelsberg und im Westerwald
Kugelhornmoosflächen im Vogelsberg und im Westerwald este o arie protejată (arie specială de conservare — SAC, sit de importanță comunitară — SCI) din Germania întinsă pe o suprafață de 40,91 ha, integral pe uscat.

## Localizare
Centrul sitului Kugelhornmoosflächen im Vogelsberg und im Westerwald este situat la coordonatele 50°23′40″N 9°10′16″E / 50.3944°N 9.1711°E.

## Înființare
Situl Kugelhornmoosflächen im Vogelsberg und im Westerwald a fost declarat sit de importanță comunitară în noiembrie 2004 pentru a proteja 1 specie de plante. Situl a fost protejat și ca arie specială de conservare în martie 2008.

## Biodiversitate
Situată în ecoregiunea continentală, aria protejată nu include niciun habitat protejat.
La baza desemnării sitului se află o specie protejată de  plante: Notothylas orbicularis.